# دانييل جيه. كالاهان
دانييل جيه. كالاهان (بالإنجليزية: Daniel J. Callaghan)‏  (و. 1890 – 1942 م) هو ضابط أمريكي، ولد في سان فرانسيسكو، بدأ مشواره المهني سنة 1911، ويحمل رتبة عسكرية لواء في قوات البحرية الأمريكية، توفي في جوادالكانال، عن عمر يناهز 52 عاماً.

## التعليم
تعلم في أكاديمية الولايات المتحدة البحرية.

## الخدمة العسكرية
خدم في بحرية الولايات المتحدة (1911–1942).

## جوائز
حصل على جوائز منها:
- ميدالية الشرف
- ميدالية النصر في الحرب العالمية الأولى [الإنجليزية]‏
- Nicaraguan Campaign Medal [الإنجليزية]‏
- American Defense Service Medal [الإنجليزية]‏
- ميدالية الحملات الأمريكية  [لغات أخرى]‏
- ميدالية الحملة الآسيوية الباسيفيكية  [لغات أخرى]‏
- Mexican Service Medal [الإنجليزية]‏
- وشاح الأداء القتالي  [لغات أخرى]‏
- وسام التنويه للوحدة الرئاسية [الإنجليزية]‏
- وسام القلب الأرجواني
- ميدالية الخدمة المتميزة [الإنجليزية]‏
- ميدالية النصر في الحرب العالمية الثانية  [لغات أخرى]‏.